# اریش رودرفر
اریش رودرفر (به آلمانی: Erich Rudorffer)(1 نوامبر ۱۹۱۷–۸ آوریل ۲۰۱۶) یک خلبان جنگنده آلمانی لوفت وافه بود و از معدود افرادی بود که در تقریباً همه طول جنگ جهانی دوم به عنوان عضوی از لوفت وافه خدمت کرد.
اریش رودرفر تا دو ماه پس از آغاز جنگ در لوفت هانزا (شرکت مسافربری هوایی آلمان) به خلبانی مشغول بود. پس از آن که تمام خلبانان خطوط هوایی لوفت هانزا به لوفت وافه (نیروی هوایی آلمان نازی) منتقل شدند، رودرفر به واحد ۲ جنگنده JG 2  منتقل شد.
او در طول پنج سال جنگ بیش از ۱۰۰۰ مأموریت جنگی انجام داد که در مجموع با ۲۲۲ پیروزی همراه بود و توانست نام خودرا به عنوان یکی از برترین‌های خلبان تک خال در تاریخ هوانوردی تبدیل کند. رودورفر در تمام جبهه‌های اصلی جنگ آلمان، از جمله جبهه‌های اروپا، مدیترانه و جبهه شرقی به نبرد پرداخت. در طول جنگ او بیش از ۱۰۰۰ مأموریت جنگی را انجام داد و بیش از ۳۰۰ بار در نبردهای هوایی شرکت کرد. رودورفر ۱۶ بار توسط جنگنده‌ها و توپ‌های ضدهوایی دشمن مورد اصابت قرار گرفت و ۹ بار مجبور شد با چتر نجات فرود نماید.
در سال ۱۹۴۰ رودرفر موفق شد اولین پیروزی خود را بر یک فروند کورتیس هاوک ۷۵ فرانسوی بدست آورد او سپس در نبرد بریتانیا شرکت کرد. او در جریان این نبرد موفقیت‌های زیادی کسب کرده و به عنوان سر اسکادران ۶ واحد ۲جنگنده JG 2  انتخاب شد. در سال ۱۹۴۳ به جبهه شرق اعزام شد و در یک موقعیت توانست چهارده جنگنده روسی را در عرض ۱۷ دقیقه ساقط کند. سال بعد به درجه سرگردی ارتقا یافت و به فرماندهی دسته یکم از واحد ۷ جنگنده JG 7 منصوب شد.

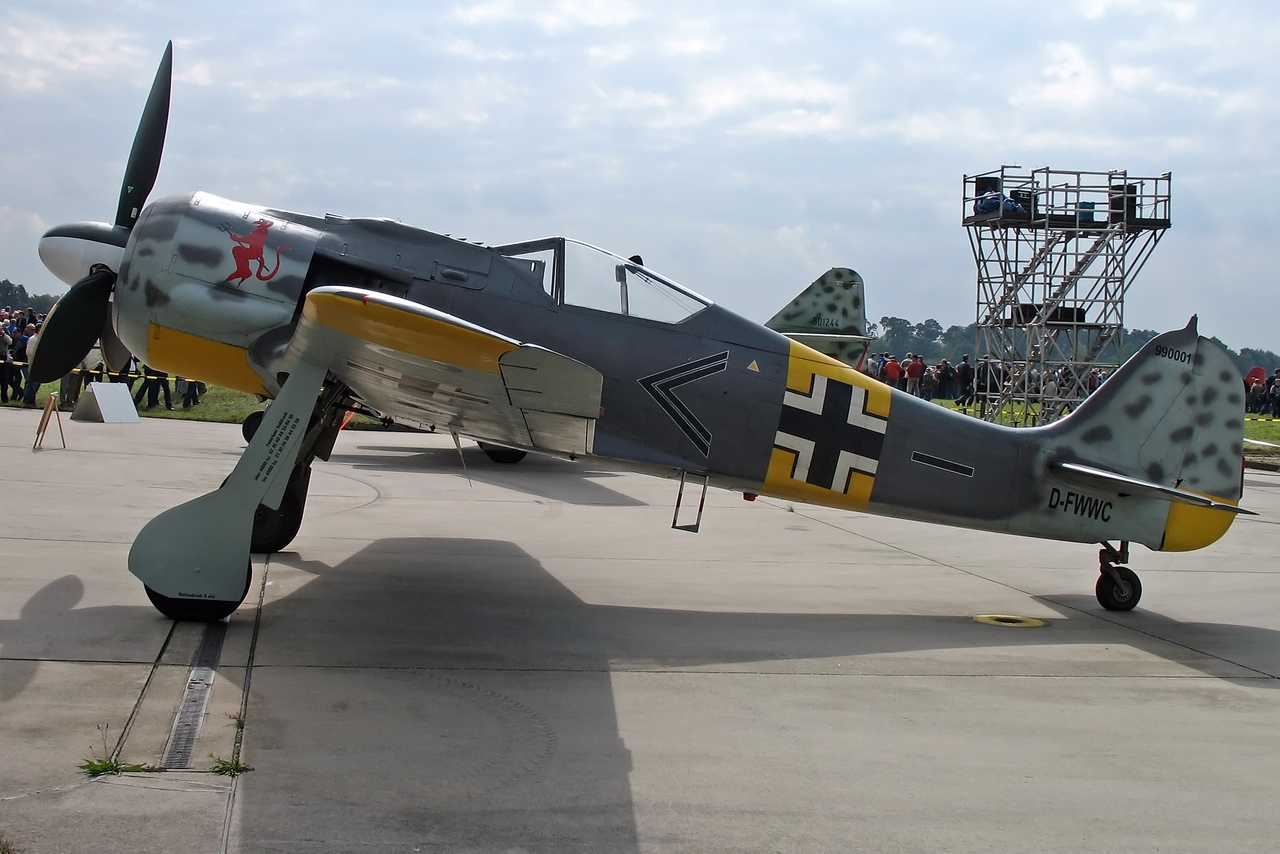
فوکه وولف ۱۹۰ یکی از جنگنده‌های اصلی آلمان نازی در جنگ جهانی دوم. اریش رودرفر بیشتر پیروزی‌های خود را با این مدل جنگنده به دست آورد.